# Wake Up Call
Wake Up Call és una cançó interpretada per la cantant i actriu Hayden Panettiere, que forma part del seu mini-àlbum Falling Down.
Es tracta d'una cançó pop que ella va produir per promocionar el seu àlbum Falling Down, tret a la venda el 2009.
Per promocionar el single, va llençar a Internet un vídeo musical.

## Posicions en les vendes
Wake Up Call, es va situar durant uns dies al lloc número 125 al U.S. Hot Chart.
Més tard, es col·locà al lloc número 97 al U.S. Pop Chart.

## Vídeo Musical
El vídeo es va estrenar el 2008, poc després de llençar el single corresponent.
El vídeo comença amb Hayden entrant a una discoteca amb unes amigues. I ens mostra a Hayden cantant davant d'un micròfon mentre s'observa com ella balla amb dos homes, intentant posar gelós a un noi que es troba assentat a una barra d'un bar.
A la tornada, es troba a Hayden en uns lavabos públics canviant-se, fins que finalment es vesteix amb un vestit fosc i una perruca negra curta. Es van veient imatges de Hayden amb aquest look en una petita habitació.
També s'observa com, amb un look més bonic i refinat, es troba en una sala plena de boles de discoteca mentre ella canta.
Torna la tornada, i la trobem als banys però aquest cop tria una perruca negra llarga i amb una jaqueta encaputxada i balla al ritme de la cançó davant d'un fons ratllat.
Finalment, la trobem cantant d'una multitud mentre puja a l'escenari i es treu la perruca observant com el noi del bar se la mira atentament.
Al final, ella baixa de l'escenari per marxar amb les seves amigues.